# Ewa Trzaskowska
Ewa Anna Trzaskowska – polska ekolożka i architektka krajobrazu, dr hab. nauk rolniczych, profesor nadzwyczajny Katedry Kształtowania i Projektowania Krajobrazu na Wydziale Nauk Ścisłych i Nauk o Zdrowiu KUL. Dziekan Wydziału Nauk Przyrodniczych i Technicznych KUL w kadencji 2024-2028. W latach 2016-2019 dyrektor Instytutu Architektury Krajobrazu na Wydziale Matematyki, Informatyki i Architektury Krajobrazu Katolickiego Uniwersytetu Lubelskiego Jana Pawła II, prorektor KUL w kadencji 2020–2024.

## Życiorys
W 1991 uzyskała tytuł magistra za pracę pt. Ekologizm jako podstawa ochrony środowiska, natomiast 25 czerwca 2002 obroniła pracę doktorską Walory przyrodniczo-krajobrazowe i ich udostępnianie w Poleskim Parku Narodowym, 24 marca 2014 habilitowała się na podstawie rozprawy zatytułowanej Wykorzystanie roślin i zbiorowisk synantropijnych na terenach zieleni Lublina. Po doktoracie została zatrudniona na stanowisku adiunkta w Instytucie Architektury Krajobrazu na Wydziale Matematyki, Informatyki i Architektury Krajobrazu Katolickiego Uniwersytetu Lubelskiego Jana Pawła II. W latach 2016-2019 pełniła funkcję dyrektora Instytutu Architektury Krajobrazu na Wydziale Matematyki, Informatyki i Architektury KUL. 1 października 2019 roku uzyskała stanowisko profesora nadzwyczajnego w Katedrze Kształtowania i Projektowania Krajobrazu KUL.Obecnie kieruje Katedrą Kształtowania i Projektowania Krajobrazu na Wydziale Nauk Ścisłych i Nauk o Zdrowiu KUL. 6 czerwca 2024 r. została wybrana przez Zgromadzenie Wydziałowe na Dziekana Wydziału Nauk Przyrodniczych i Technicznych KUL na kadencję 2024-2028.

## Nagrody i wyróżnienia
Nagrody i wyróżnienia:
- 2018: Medal Komisji Edukacji Narodowej
- 2017: Nagroda indywidualna IV stopnia Rektora Katolickiego Uniwersytetu Lubelskiego
- 2016: Wyróżnienie Rektora Katolickiego Uniwersytetu Lubelskiego za wydarzenie roku organizacji wystawy pracy zatytułowanej Bystrzyca twarzą Lublina
- 2015: Medal Srebrny za długoletnią służbę
- 2015: III indywidualna nagroda Rektora Katolickiego Uniwersytetu Lubelskiego
- 2014: Indywidualna nagroda Rektora Katolickiego Uniwersytetu Lubelskiego
- 2013: Zespołowa nagroda IV stopnia Rektora Katolickiego Uniwersytetu Lubelskiego
- 2011: Zespołowa nagroda II stopnia Rektora Katolickiego Uniwersytetu Lubelskiego
- 2009: Zespołowa nagroda IV stopnia Rektora Katolickiego Uniwersytetu Lubelskiego
- 2009: Zespołowa nagroda III stopnia Rektora Katolickiego Uniwersytetu Lubelskiego